# Grandris
Grandris es una comuna francesa situada en el departamento del Ródano, de la región de Auvernia-Ródano-Alpes.

## Demografía
| 1 241 | 1 171 | 1 042 | 1 025 | 1 068 | 1 033 | 1 199 | 1 145 |
| Para los censos de 1962 a 1999 la población legal corresponde a la población sin duplicidades (Fuente: INSEE [Consultar]) |       |       |       |       |       |       |       |